# ریکاردو منندز مارچ
ریکاردو منندز مارچ (انگلیسی: Ricardo Menéndez March؛ زادهٔ ۱۹۸۷/۱۹۸۸ (۳۶–۳۷ سال) سیاستمدار اهل نیوزیلند است.

## زندگی اولیه
منندز مارچ، فرزند پدری مکزیکی و مادری نیوزلندی است که در مکزیک زاده شد.
او فعالیت‌های گسترده‌ای با هدف مبارزه با فقر و حمایت از مهاجران در نیوزیلند انجام داده است. او همجنسگرا است.

## دیدگاه‌های سیاسی
منندز به عنوان یک «سوسیالیست» و یک «مارکسیست واقعی» شناخته می‌شود. او معتقد است که حزب سبز نیوزیلند باید در همراهی با حزب کارگر نیوزیلند تلاش کند تا «سیاست‌های سوسیالیستی واقعی» در نیوزیلند اعمال شود.

### ضد سلطنت
منندز پیش از عضویت در مجلس نمایندگان نیوزیلند، نسبت به ادای سوگند وفاداری، به ملکه الیزابت دوم ابراز بی‌میلی کرد. او با انتشار یک میم این اقدام را زیر سؤال برد که با انتقاداتی از سوی سلطنت طلبان مواجه شد. با این حال او با عضویت در پارلمان نیوزیلند، سوگند وفاداری یاد کرد.

### اسرائیل-فلسطین
در طول جنگ ۲۰۲۳ اسرائیل و حماس، منندز مارچ در یک راهپیمایی همبستگی با فلسطینی‌ها شرکت کرد.